# Kanvi Karvinakoppa, Belgaum
Kanvi Karvinakoppa là một làng thuộc tehsil Belgaum, huyện Belgaum, bang Karnataka, Ấn Độ.